# قرایی (نام خانوادگی)
قرایی یا قرائی نام افراد زیر است:
- محسن قرایی
- یدالله قرایی
- رضا قرایی
- محمدرضا قرایی آشتیانی
- اسحاق‌خان قرایی